# Malaysische Badmintonmeisterschaft
Bei den Malaysischen Meisterschaften im Badminton werden die Titelträger des Landes in dieser Sportart ermittelt. Malaysia ist traditionell eine Hochburg des Badmintonsports. Die Malaysia Open, offen für Sportler aller Länder, werden bereits seit 1937 ausgetragen. Erst 1969 entschloss sich der malaysische Verband, die Malaysian Closed Badminton Championships einzuführen, um die Titelträger des Landes aus den eigenen Reihen zu ermitteln. Ein Grund war das Aussetzen der Malaysia Open von 1969 bis 1982. Von 2000 an wurde die Meisterschaft als National Circuit Grand Prix Final ausgetragen. Ab 2017 werden die Titelkämpfe auch wieder offiziell als nationale Meisterschaften bezeichnet.

## Die Titelträger
| Saison    | Herreneinzel                  | Dameneinzel            | Herrendoppel                                     | Damendoppel                          | Mixed                                      |
| --------- | ----------------------------- | ---------------------- | ------------------------------------------------ | ------------------------------------ | ------------------------------------------ |
| 1969/1970 | Punch Gunalan                 | Rosalind Singha Ang    | Punch Gunalan Yew Cheng Hoe                      | Rosalind Singha Ang Teoh Siew Yong   | nicht ausgetragen                          |
| 1970/1971 | nicht ausgetragen             | nicht ausgetragen      | nicht ausgetragen                                | nicht ausgetragen                    | nicht ausgetragen                          |
| 1971/1972 |                               |                        | Ng Tat Wai                                       |                                      | nicht ausgetragen                          |
| 1972/1973 | Moo Foot Lian                 | Sylvia Ng              | Tan Yee Khan Teh Kew San                         | Sylvia Tan Yap Hei Lin               | nicht ausgetragen                          |
| 1973/1974 | Moo Foot Lian                 | Sylvia Ng              |                                                  | Sylvia Ng                            | nicht ausgetragen                          |
| 1974/1975 | Moo Foot Lian                 | Sylvia Ng              | James Selvaraj Johnny Khoo                       | Sylvia Ng Ong Ah Hong                | nicht ausgetragen                          |
| 1975/1976 | James Selvaraj                |                        |                                                  |                                      |                                            |
| 1976/1977 | James Selvaraj                |                        |                                                  |                                      |                                            |
| 1977/1978 | James Selvaraj                |                        |                                                  |                                      |                                            |
| 1978/1979 |                               |                        |                                                  |                                      |                                            |
| 1979/1980 | Misbun Sidek                  |                        |                                                  |                                      |                                            |
| 1980/1981 | Misbun Sidek                  |                        | Razif Sidek Jalani Sidek                         |                                      |                                            |
| 1981/1982 | Misbun Sidek                  |                        | Razif Sidek Jalani Sidek                         |                                      |                                            |
| 1982/1983 |                               |                        | Razif Sidek Jalani Sidek                         |                                      |                                            |
| 1983/1984 | Misbun Sidek                  |                        | Razif Sidek Jalani Sidek                         |                                      |                                            |
| 1984/1985 | Ong Beng Teong                |                        | Razif Sidek Jalani Sidek                         |                                      |                                            |
| 1985/1986 | Misbun Sidek                  |                        | Razif Sidek Jalani Sidek                         |                                      |                                            |
| 1986/1987 | Misbun Sidek                  |                        | Razif Sidek Jalani Sidek                         |                                      |                                            |
| 1987/1988 |                               |                        | Razif Sidek Jalani Sidek                         |                                      |                                            |
| 1988/1989 | Foo Kok Keong                 | Lee Wai Leng           | Razif Sidek Jalani Sidek                         | Lim Siew Choon Tan Sui Hoon          | nicht ausgetragen                          |
| 1989/1990 |                               |                        | Razif Sidek Jalani Sidek                         |                                      |                                            |
| 1990/1991 |                               |                        | Razif Sidek Jalani Sidek                         |                                      |                                            |
| 1991/1992 |                               |                        | Razif Sidek Jalani Sidek                         |                                      |                                            |
| 1993/1997 | keine Daten                   | keine Daten            | keine Daten                                      | keine Daten                          | keine Daten                                |
| 1997/1998 | Yong Hock Kin                 | nicht ausgetragen      | nicht ausgetragen                                | nicht ausgetragen                    | nicht ausgetragen                          |
| 1998/1999 | Wong Choong Hann              | nicht ausgetragen      | nicht ausgetragen                                | nicht ausgetragen                    | nicht ausgetragen                          |
| 1999/2000 | Wong Choong Hann              | nicht ausgetragen      | Choong Tan Fook Lee Wan Wah                      | nicht ausgetragen                    | nicht ausgetragen                          |
| 2000/2001 | Roslin Hashim                 | Lee Yin Yin            | Choong Tan Fook Lee Wan Wah                      | Norhasikin Amin Fong Chew Yen        | Rosman Razak Norhasikin Amin               |
| 2001/2002 | James Chua                    | Lee Yin Yin            | Chang Kim Wai Hong Chieng Hun                    | Lim Pek Siah Ang Li Peng             | Chan Chong Ming Lim Pek Siah               |
| 2002/2003 | Lee Chong Wei                 | Wong Mew Choo          | Chan Chong Ming Chew Choon Eng                   | Chin Eei Hui Wong Pei Tty            | Chew Choon Eng Chin Eei Hui                |
| 2003/2004 | Lee Chong Wei                 | Wong Mew Choo          | Koo Kien Keat Gan Teck Chai                      | Chin Eei Hui Wong Pei Tty            | Zakry Abdul Latif Joanne Quay              |
| 2004/2005 | Lee Chong Wei                 | Anita Raj Kaur         | Chan Chong Ming Koo Kien Keat                    | Chin Eei Hui Wong Pei Tty            | Gan Teik Chai Fong Chew Yen                |
| 2005/2006 | Lee Chong Wei                 | Julia Wong Pei Xian    | Lin Woon Fui Fairuzizuan Tazari                  | Ooi Sock Ai Mooi Hing Yau            | Koo Kien Keat Wong Pei Tty                 |
| 2006/2007 | Lee Chong Wei                 | Wong Mew Choo          | Tan Boon Heong Koo Kien Keat                     | Julia Wong Pei Xian Haw Chiou Hwee   | Koo Kien Keat Wong Pei Tty                 |
| 2007/2008 | Lee Chong Wei                 | Julia Wong Pei Xian    | Tan Boon Heong Koo Kien Keat                     | Mooi Hing Yau Fong Chew Yen          | Razif Abdul Latif Chong Sook Chin          |
| 2008/2009 | Lee Chong Wei                 | Julia Wong Pei Xian    | Chan Peng Soon Lim Khim Wah                      | Goh Liu Ying Ng Hui Lin              | Koo Kien Keat Ng Hui Lin                   |
| 2009/2010 | Lee Chong Wei                 | Tee Jing Yi            | Choong Tan Fook Lee Wan Wah                      | Chin Eei Hui Wong Pei Tty            | Fairuzizuan Tazari Wong Pei Tty            |
| 2010/2011 | Lee Chong Wei                 | Tee Jing Yi            | Hoon Thien How Tan Boon Heong                    | Woon Khe Wei Marylen Ng Poau Leng    | Tan Boon Heong Chin Eei Hui                |
| 2011/2012 | Lee Chong Wei                 | Lydia Cheah Li Ya      | Fairuzizuan Tazari Ong Soon Hock                 | Vivian Hoo Kah Mun Woon Khe Wei      | Chan Peng Soon Goh Liu Ying                |
| 2012/2013 | Misbun Ramdan Mohmed Misbun   | Tee Jing Yi            | Hoon Thien How Tan Wee Kiong                     | Amelia Alicia Anscelly Soong Fie Cho | Goh V Shem Soong Fie Cho                   |
| 2013/2014 | Chong Wei Feng                | Yang Li Lian           | Hoon Thien How Tan Wee Kiong                     | Chow Mei Kuan Vivian Hoo Kah Mun     | Chan Peng Soon Lai Pei Jing                |
| 2014/2015 | Zulfadli Zulkiffli            | Yang Li Lian           | Mak Hee Chun Tan Bin Shen                        | Amelia Alicia Anscelly Soong Fie Cho | Mohd Lutfi Zaim Abdul Khalid Soong Fie Cho |
| 2015/2016 | Iskandar Zulkarnain Zainuddin | Tee Jing Yi            | Arif Abdul Latif Nur Mohd Azriyn Ayub            | Chow Mei Kuan Chin Kah Mun           | Tan Aik Quan Lai Pei Jing                  |
| 2016/2017 | Lim Chi Wing                  | Thinaah Muralitharan   | Ong Yew Sin Tan Wee Kiong                        | Vivian Hoo Kah Mun Woon Khe Wei      | Goh Soon Huat Shevon Jemie Lai             |
| 2017/2018 | Iskandar Zulkarnain Zainuddin | Sonia Cheah Su Ya      | Goh V Shem Tan Wee Kiong                         | Goh Yea Ching Soong Fie Cho          | Goh Soon Huat Shevon Jemie Lai             |
| 2018/2019 | Soong Joo Ven                 | Sonia Cheah Su Ya      | Ong Yew Sin Teo Ee Yi                            | Anna Cheong Ching Yik Lim Chiew Sien | Chan Peng Soon Goh Liu Ying                |
| 2019 2022 | nicht ausgetragen             | nicht ausgetragen      | nicht ausgetragen                                | nicht ausgetragen                    | nicht ausgetragen                          |
| 2022/2023 | Leong Jun Hao                 | Karupathevan Letshanaa | Wan Junaidi Wan Mohd Arif Sharuddin Yap Roy King | Vivian Hoo Kah Mun Lim Chiew Sien    | Yap Roy King Valeree Siow                  |
| 2024/2025 |                               |                        |                                                  |                                      |                                            |